# 奇爾凱萬卡河

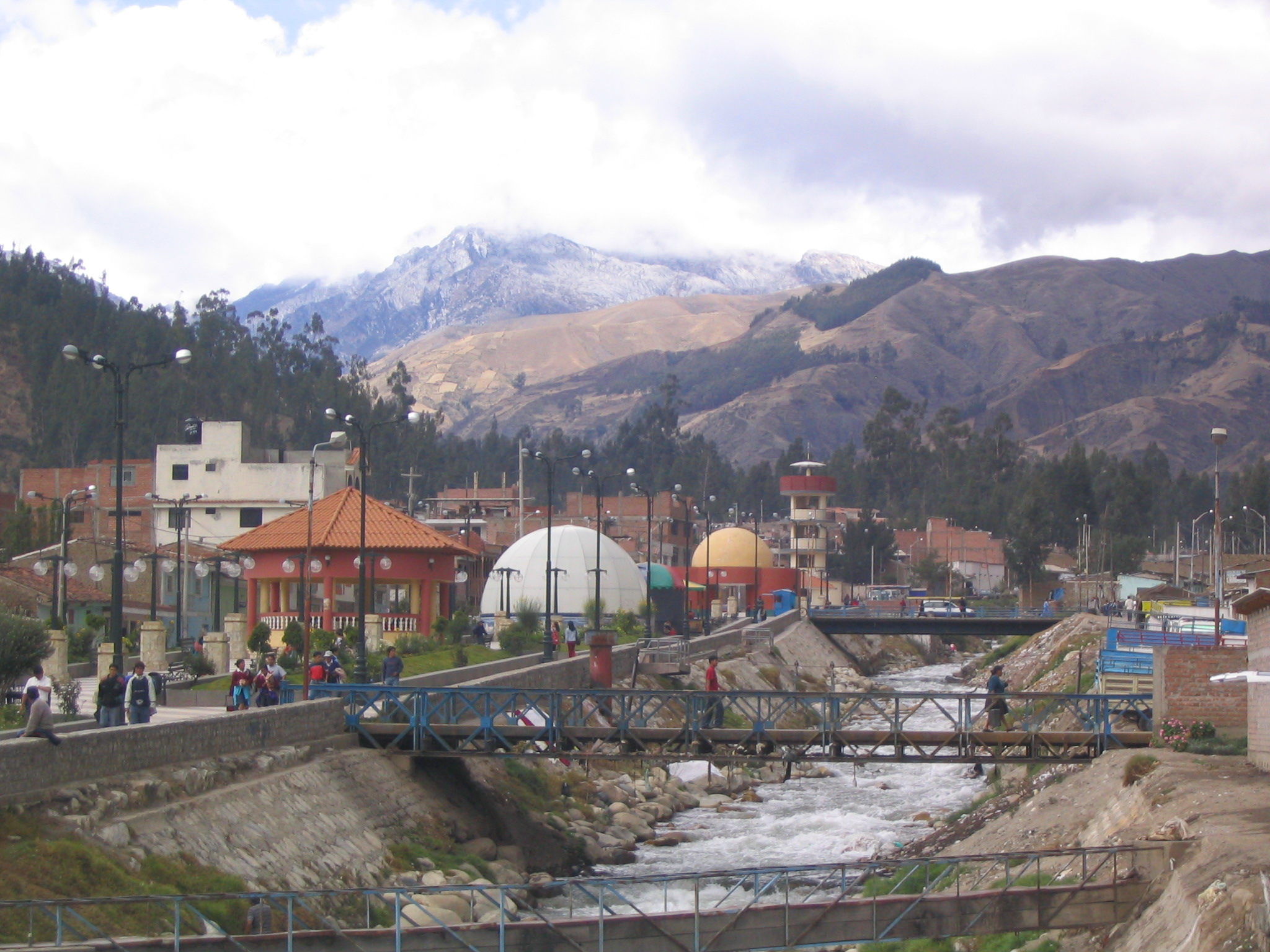
奇爾凱萬卡河

奇爾凱萬卡河（Quilcayhuanca）是秘魯的河流，位於該國北部安卡什大區，是桑塔河的右支流，該河流發源自布蘭卡山脈的圖爾帕拉胡山附近。